# 国道70号線 (アメリカ合衆国)
国道70号線（こくどう70ごうせん、英: U.S. Route 70）は、ノースカロライナ州東部からアリゾナ州中東部まで2,385 mi（3,838km）にわたって東西に走るアメリカ国道（ハイウェイ）である。その番号から推測できるように、70号線はアメリカ合衆国の南部地方及び南西部地方の主要な東西路線のハイウェイである。以前は海岸から海岸まで走っており、ノースカロライナ州の大西洋近くのと現在の東の終点と、カリフォルニア州の太平洋近くの西の終点とをつないでいた。州間高速道路網の完成以前には、70号線はアメリカ国内の主な東西大動脈のうちの1本としてのその地位から、時々「アメリカのブロードウェイ」と呼ばれていた。

## 通過州
国道70号線は、以下の州を通過する。
- アリゾナ州
- ニューメキシコ州
- テキサス州
- オクラホマ州
- アーカンソー州
- テネシー州
- ノースカロライナ州

## 接続路線
- 国道29号線 (アメリカ合衆国) - ハイウェイ 170号線
- 国道270号線 (アメリカ合衆国) - ハイウェイ 270号線
- 国道370号線 (アメリカ合衆国) - ハイウェイ 370号線
- 国道366号線 (アメリカ合衆国) - ハイウェイ 470号線